# Inhalateur
Dans le domaine médical et pharmaceutique, un inhalateur désigne un appareil permettant l'absorption de substances médicamenteuses par les voies respiratoires.

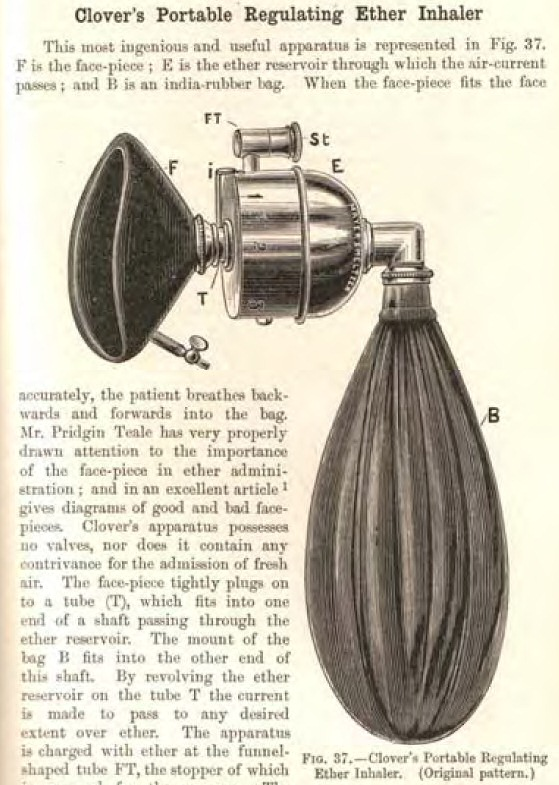
Modèle ancien d'inhalateur médical (délivrant de l'éther comme anesthésique)

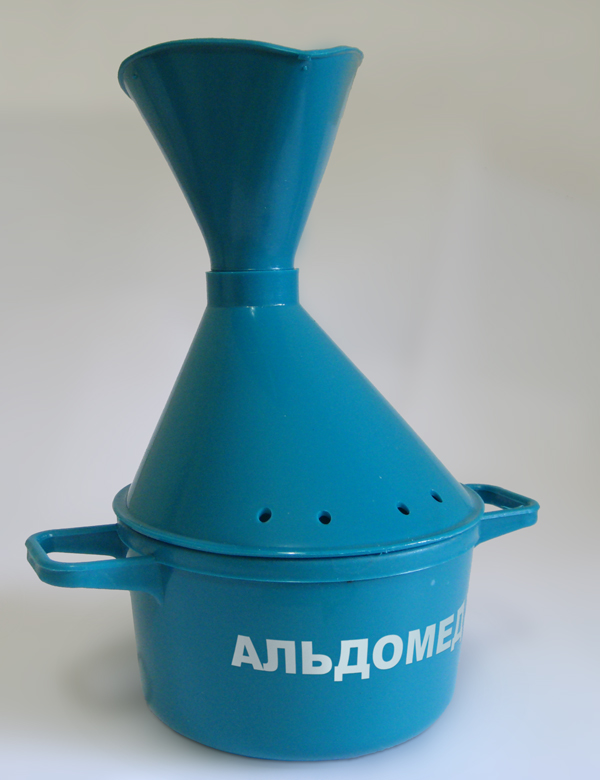
Inhalateur délivrant le médicament en suspension dans de la vapeur d'eau

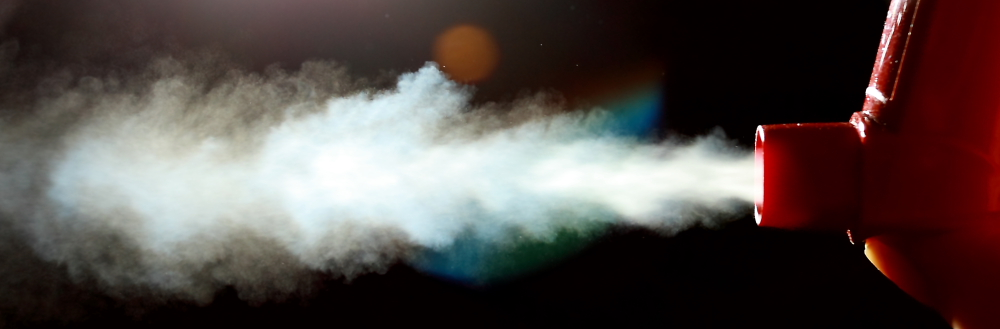
Dose délivrée par un inhalateur-doseur

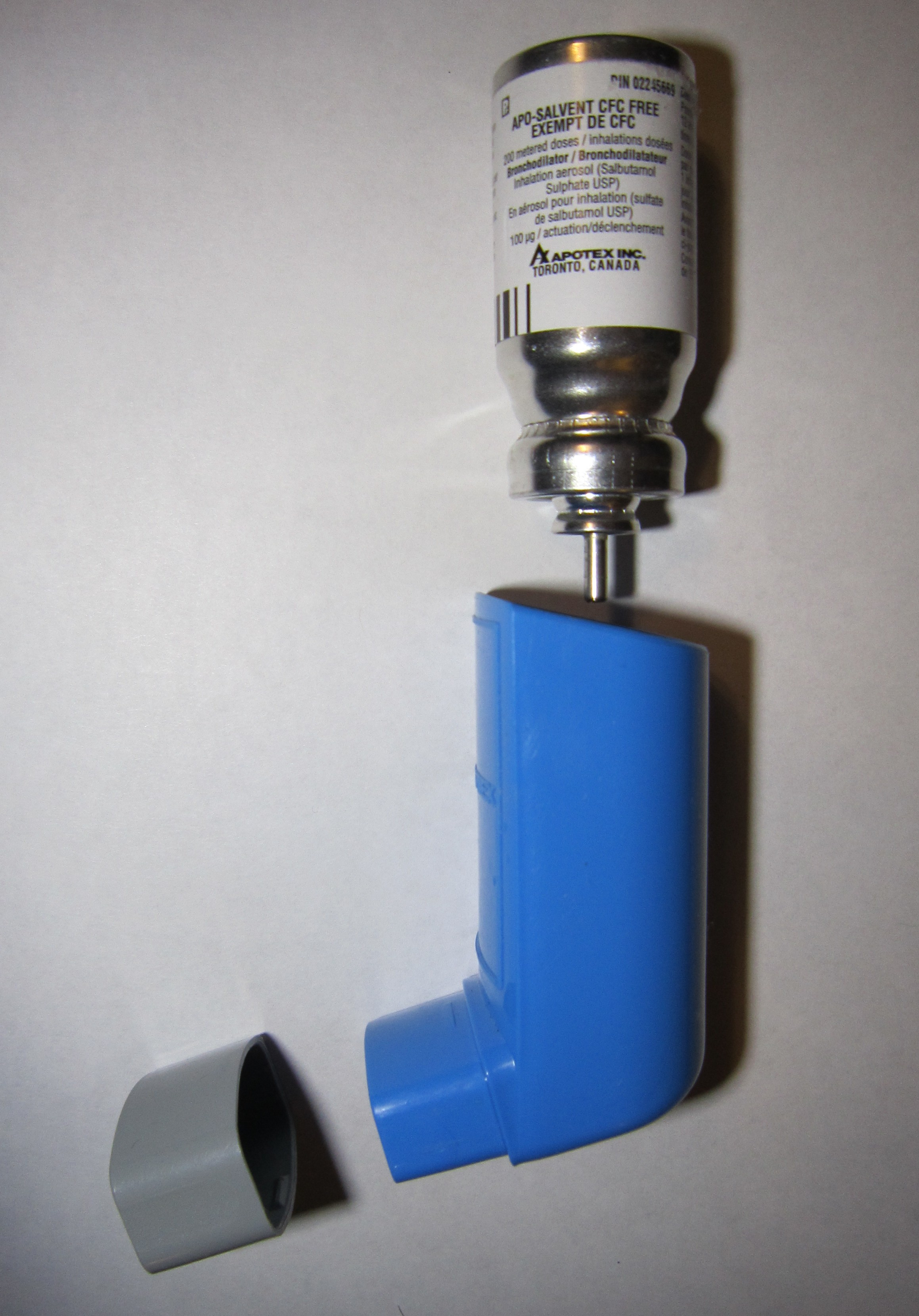
Exemple d'inhalateur (délivrant du salbutamol dans ce cas)

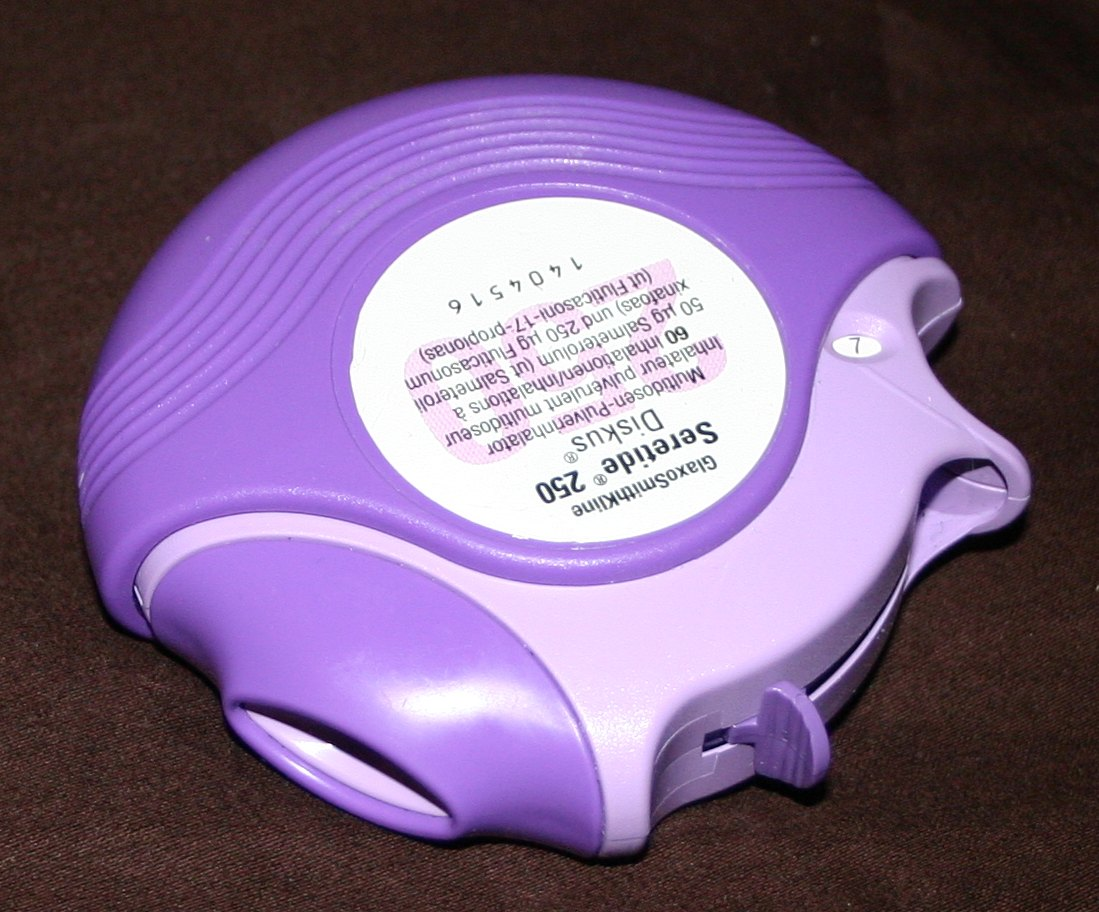
Exemple d'inhalateur à poudre

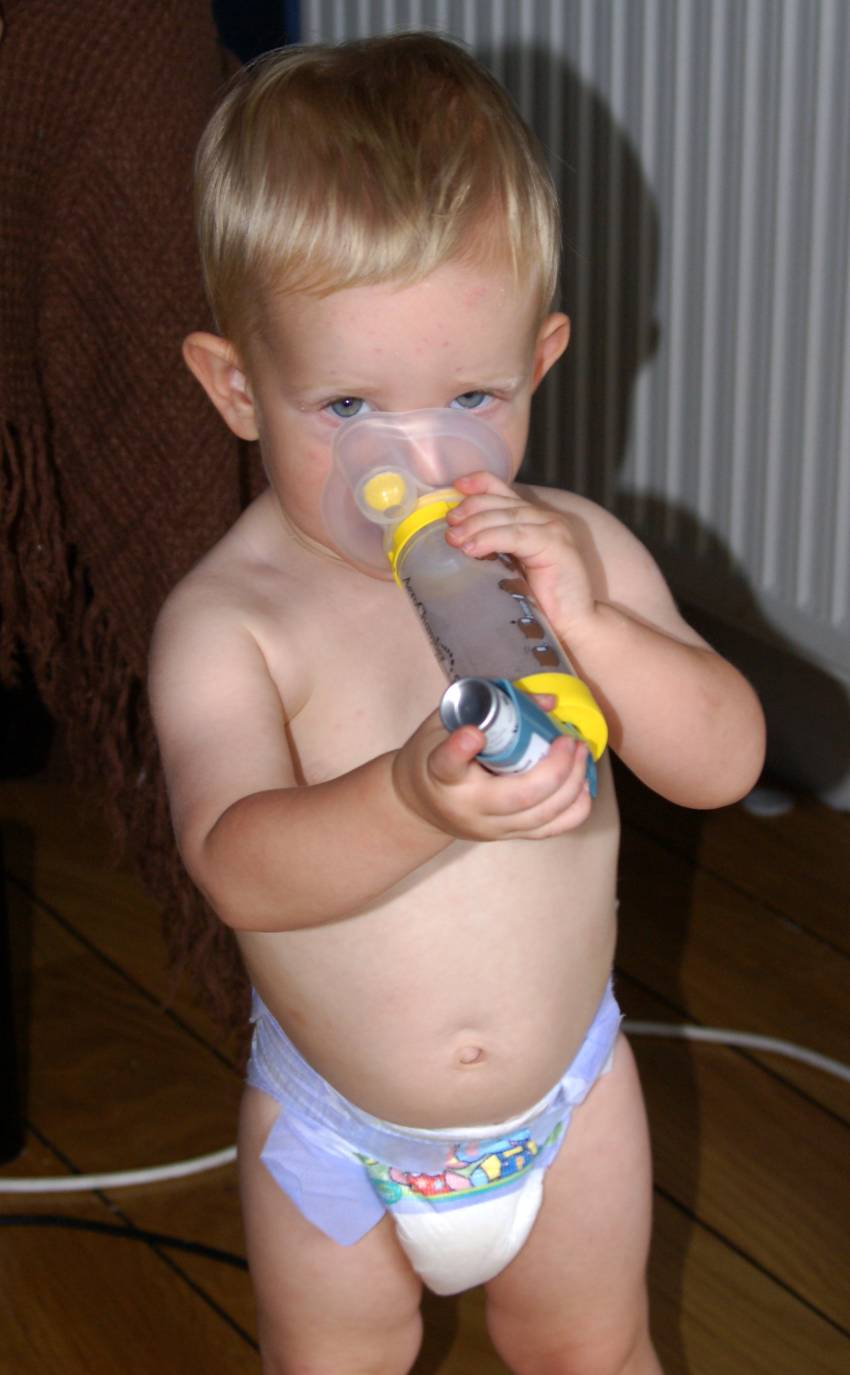
Exemples d'inhalateur pour jeune enfant à chambre d'inhalation

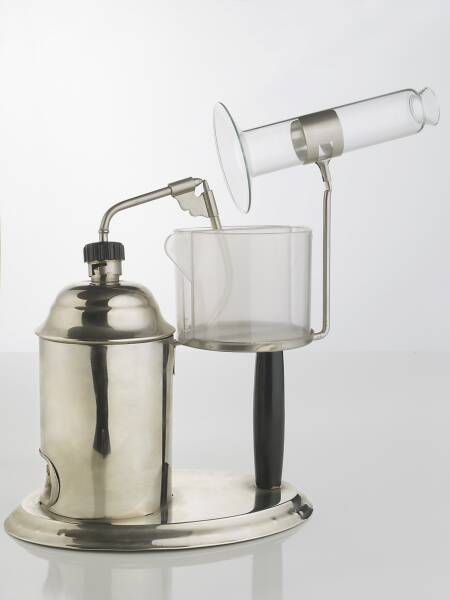
Autre modèle d'inhalateur

Le médicament peut être délivré sous forme de gaz, de micro-gouttelettes ou de poudre.
Les inhalateurs, sont notamment utilisés par les asthmatiques (plusieurs millions de personnes dans le monde) et les victimes de spasmes bronchiques et de Broncho-pneumopathie chronique obstructive. Ces appareils distribuent généralement des bronchodilatateurs ou des anti-inflammatoires.

## Usagers
Ce sont des enfants et des adultes. 
Ils sont très nombreux, surtout dans les pays industrialisés. À titre d'exemple 25 millions de personnes souffrent d'asthme rien qu'aux États-Unis, et 15 millions de patients sont touchés par une maladie pulmonaire de type MPOC (dont les symptômes s'aggravent généralement avec le temps, incluant souvent ceux d'une bronchite chronique, un emphysème ou les deux).

## Réglementation
La poudre médicamenteuse était autrefois propulsée par un gaz de type CFC (chlorofluorocarbone). Ces gaz présentaient l'avantage d'être relativement peu coûteux, d'être très stables et non inflammables. On a constaté qu'ils avaient cependant l'inconvénient de faire partie des gaz les plus destructeurs de la couche d'ozone. 
Le protocole de Montréal signé  le 16 septembre 1987 a imposé le remplacement de ces aérosols (alors massivement présents dans les bombes de laques, peintures, déodorants et climatisation...) par des gaz plus respectueux de l'environnement. Les fabricants de médicaments inhalés ont été invités à utiliser des gaz alternatifs, puis la FDA a programmé leur interdiction dans les inhalateurs et bombes aérosols. 
Aux États-Unis ; les inhalateurs d'albutérol (médicament le plus utilisé) ont été progressivement supprimés en 2008 et remplacés par des alternatives qui utilisent des propulseurs alternatifs dits hydrofluoroalcanes (HFAS). Les inhalateurs d'adrénaline  ont été éliminées à la fin de 2011. Début 2013, la plupart des inhalateurs d'albutérol ou de lévalbutérol ne contiennent plus de CFC dans ce pays et ne restent sur le marché que deux inhalateurs utilisant des CFC comme gaz propulseur de bronchodilatateurs (Combivent et Maxair Autohaler) et le premier (Combivent, qui diffuse du bromure d'ipratropium et du sulfate d'albutérol) devrait disparaitre des pharmacies dès aout 2013 au profit d'une alternative approuvé par la FDA en 2011. La version alternative du second (Maxair Autohaler, diffusant du pirbutérol) devrait être disponible en 2014. 
Tous les nouveaux inhalateurs mis sur le marché ont préalablement été approuvés par la FDA. Les médicaments aérosols propulsés par HFA peuvent avoir un goût et une odeur semblant différente au patient, mais sans différence d'efficacité.